# Rapetosaurus
A Rapetosaurus (jelentése 'Rapeto-gyík', a madagaszkári mitológiai óriásra utalva) egy sauropoda dinoszaurusznem, amely Madagaszkáron élt a késő kréta korban, mintegy 70–65 millió évvel ezelőtt. Mindössze egyetlen faját (az expedíciót vezető David W. Krause után elnevezett R. krauseit) azonosították.
Más sauropodákhoz hasonlóan a Rapetosaurus négy lábon járó növényevő volt, melynek hossza a becslés alapján elérhette a 15 métert.

## Anatómia

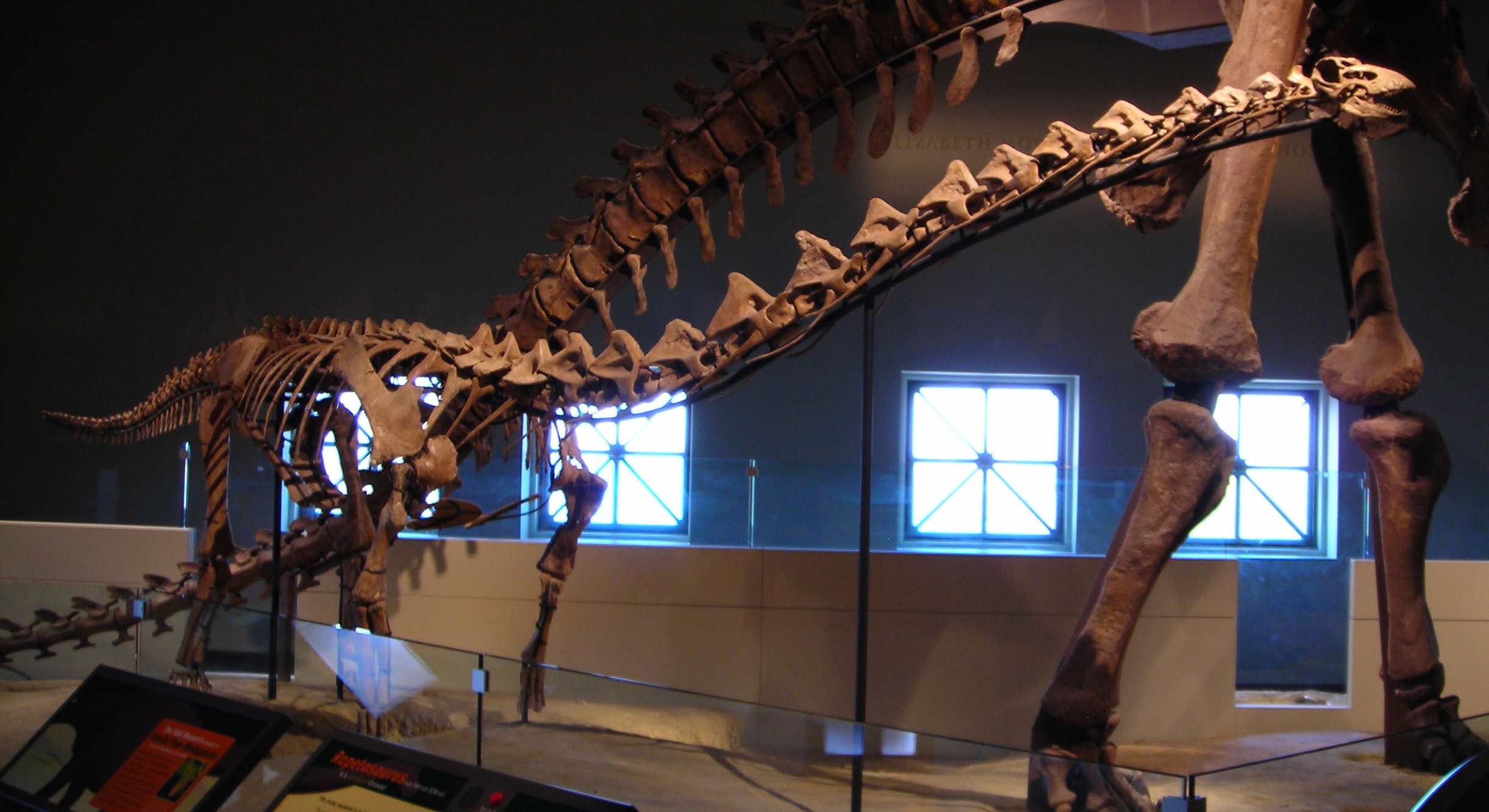
A Rapetosaurus csontváza a Chicago-i Field Természetrajzi Múzeumban (Field Museum of Natural History)

A Rapetosaurus elég jellegzetes sauropoda volt, rövid és vékony farokkal, igen hosszú nyakkal és hatalmas, elefántszerű torzóval rendelkezett. A feje a diplodocidákéhoz hasonlóan hosszú, pofája keskeny, orrlyukai pedig a koponya felső részén helyezkedtek el. Kis, ceruzaszerű fogai megfeleltek a levelek fákról való letépésére, rágásra azonban nem voltak használhatók.
Titanosaurushoz képest elég szerény méretű volt. Egy fiatal példány a fejétől a farkáig elérte a 8 méteres hosszúságot, a tömege pedig Kristina Curry Rogers szerint „valószínűleg akkora volt, mint egy elefánté”. Egy felnőtt nagyjából kétszer ilyen hosszú (15 méteres) lehetett, azaz feleakkora volt, mint óriási rokonai, például az Argentinosaurus és a Paralititan.

### Elterjedés
A késő kréta kor elején a titanosaurusok kivételével a sauropodák összes csoportja kihalt. A titanosaurusok a késő kréta idejére a déli kontinensek uralkodó növényevőivé váltak. Uralmuknak a 65 millió évvel ezelőtti kréta–tercier kihalási esemény vetett véget, amely során a röpképtelen dinoszauruszok kipusztultak.

## Felfedezés és elnevezés
Az egyetlen faj, az R. krausei alapján ismert Rapetosaurus felfedezése az első olyan alkalom volt, amely során egy titanosaurus csontvázát majdnem teljesen érintetlen állapotban, koponyával együtt találták meg. Segítséget nyújtott egyes bonyolult, évszázados, a sauropodák csoportját érintő osztályozási kérdések tisztázásában, és jó kiindulási alapként szolgált más, csak részleges fosszilis maradványok révén ismert titanosaurusok rekonstruálásához.
A felfedezést Kristina Curry Rogers és Catherine A. Forster publikálta 2001-ben, a Nature című tudományos folyóiratban. A majdnem teljes csontvázat egy fiatal példány és három másik egyed maradványaiból állították össze.

### A madagaszkári ásatás
Az ásatás során előkerült egy részleges koponya (az UA 8698 jelzésű holotípus példány), egy másik részleges koponya, egy fiatal példány csontváza, melynek csak néhány farokcsigolyája hiányzik, és néhány különálló csigolya. A csontváz a legteljesebb titanosaurus csontváz, amit felfedeztek, és az egyetlen olyan, amelynek a feje a testéhez kapcsolódott.
A fosszilis maradványokra a Mahajanga-medencében találtak rá a Maevarano-formáció részét képező Anembalemba tagozatban levő homokkő rétegben, Madagaszkár északnyugati részén, nem messze a kikötővárostól, Mahajangától. A kormeghatározás szerint a formáció a késő kréta kor maastrichti korszaka idején keletkezett, ami azt jelenti, hogy a fosszilizálódott csontok körülbelül 70 millió évesek. A State University of New York at Stony Brook kutatócsapatát a helyi Universite d'Antananarivo tagjai támogatták. A csapat vezetője, David Krause a lelőhelyen 1993-óta végzett ásatásokat.

### Felfedezések
A madagaszkári lelőhely sok jelentős őslénytani felfedezéssel szolgált Krause és csapata számára. A dinoszauruszok mellett halak, békák, teknősök, kígyók, krokodilok, madarak és emlősök maradványai kerültek elő. A jelentős leletek közé tartoznak az alábbiak:
- Egy nagy méretű húsevő theropoda, a Tyrannosaurushoz hasonló Majungasaurus koponyája, melyet 1996-ban fedeztek fel. Hasonlít az Indiában és Argentínában talált fajokra, ami azt jelzi, hogy a késő kréta korban, jóval később annál, ahogy korábban gondolták, földhidak kötötték össze az egykori szuperkontinens, Gondwana maradványait. A legvalószínűbb, hogy egy földhíd volt Dél-Amerika és az Antarktisz, valamint India és Madagaszkár között (lásd még: déli-sarki dinoszauruszok).
- A Majungasaurus fosszíliáit olyan fognyomokkal együtt fedezték fel, amelyek egyértelműen ugyanattól a fajtól származnak, első esetben bizonyítva a kannibalizmust egy dinoszaurusznem esetében.
- Egy új, az állcsontjaiból kiálló, különös fogakkal rendelkező theropodanem, a Masiakasaurus.
- Egy 70 millió éves erszényes foga. Madagaszkár vízzel volt körülvéve, amikor az első erszényesek kifejlődtek az északi félgömbön, és ma nincsenek ilyen állatok a szigeten, ami újjáélesztette azt az elméletet, ami szerint az állatok valahogyan átkeltek a hatalmas kiterjedésű vízen.

### Következtetések

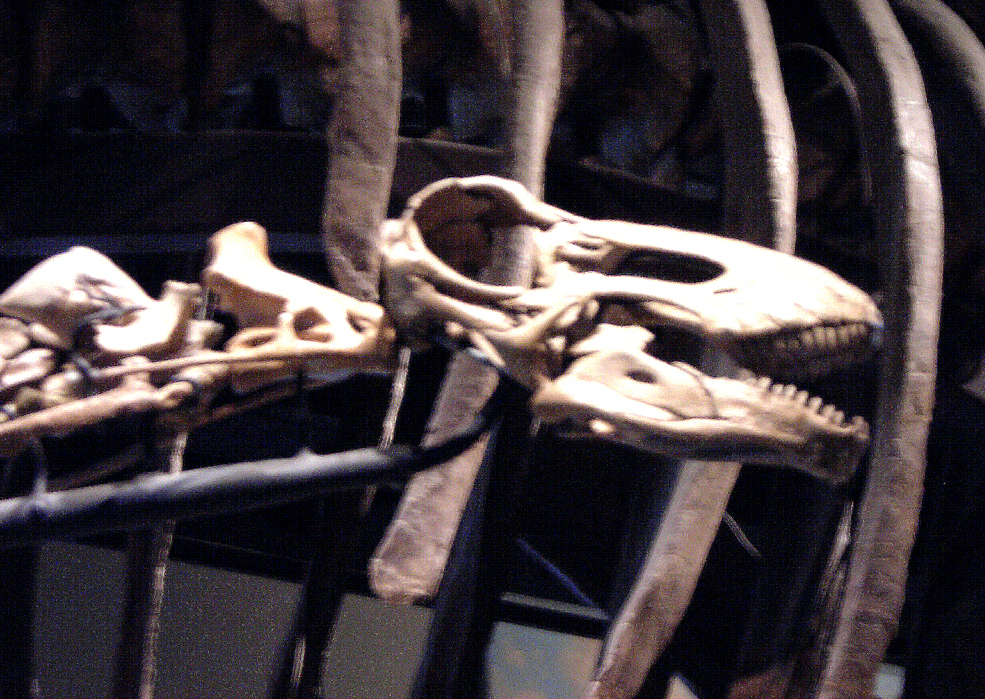
A Rapetosaurus koponyája

A titanosaurusok a sauropodák legnagyobb, ám a fosszilis rekordban hiányosan jelen levő csoportja. A sauropodák más csoportjai, még az olyan kis családok is, mint a brachiosauridák több teljes fosszília alapján ismertek. A Rapetosaurus felfedezéséig a mintegy 30 nemhez tartozóan csak néhány csont, egy részleges csontváz vagy egy koponya került elő, Az első titanosaurus nemet, a Titanosaurust 1887-ben fedezték fel, és csak a hiányos csontváza került elő.
Ez nem csak a titanosaurus nemek közötti kapcsolatok meghatározását teszi nehézzé, de a csoport más, magas szintű csoportokkal, például a (nagy orrlyukú sauropodákat, a titanosaurusokat, a nemegtosauridákat és a brachiosauridákat is tartalmazó) macronariákkal való kapcsolatainak felderítését is megnehezíti. Az egész taxon szemétkosárként szolgál, több incertae sedisként (ismeretlen csoporthoz tartozóként) megjelölt nemmel együtt, ugyanis a további osztályozásukhoz nem áll rendelkezésre elég információ.
A Diplodocusszerű koponya megmutatta, hogy a titanosaurusok koponyája sokkal változatosabb volt, mint ahogy azt korábban gondolták. A legtöbb őslénykutató úgy vélte, hogy a titanosaurusok dobozszerű koponyával rendelkeztek, melyen az orrlyukak a pofa felső részétől távolabb, középen helyezkedtek el, ahogyan a Camarasaurusnál, de a Rapetosaurus koponyája hosszú és alacsony volt, az orrnyílásai pedig felül voltak, a Diplodocusra jellemzően. Ez lehetővé tette, hogy a csak koponya alapján ismert nemeket (mint a például a Quaesitosaurus és a Nemegtosaurus, valamint a többi nemegtosaurida) a Diplodocoidea család tagja helyett macronariaként osztályozzák.
A koponya további része és a test elemzése igazolt egy korábbi elméletet: a titanosaurusok legközelebbi rokonai a brachiosauridák. A National Science Foundation tagja, Rich Lane szerint „E dinoszaurusz felfedezése főként azért izgalmas, mert igazolja a titanosaurusok és a brachiosauridák közötti közeli rokonságot, amit korábban csak feltételeztek”.
Egy teljes csontváz emellett mintaként is szolgál más, hiányos maradványok alapján ismert titanosaurusok rekonstruálásához. Ennek alapján új méretbecslések végezhetők az óriás titanosaurusokra vonatkozóan.

## Osztályozás
Az új faj,  a Rapetosaurus krausei leírását Kristina Curry Rogers (Catherine Forster végzős hallgatója, a minnesotai St. Paulban levő Macalester College oktatója) és a State University of New York at Stony Brook anatómiaprofesszora Catherine A. Forster jelentette meg a Nature című tudományos folyóiratban, 2001. augusztus 2-án.
A Rapetosaurus a Titanosauria kládon belül elhelyezkedő Nemegtosauridae család tagja.

## Fordítás
- Ez a szócikk részben vagy egészben a Rapetosaurus című angol Wikipédia-szócikk ezen változatának fordításán alapul.  Az eredeti cikk szerkesztőit annak laptörténete sorolja fel. Ez a jelzés csupán a megfogalmazás eredetét és a szerzői jogokat jelzi, nem szolgál a cikkben szereplő információk forrásmegjelöléseként.